# Isla Barclay
La isla Barclay (en inglés: Barclay Island) es una de las islas Malvinas. Se encuentra al oeste de la isla Gran Malvina, más precisamente al norte de la isla San José, junto a la isla Fox, cerca de la bahía de la Plata.